# نصر محروس

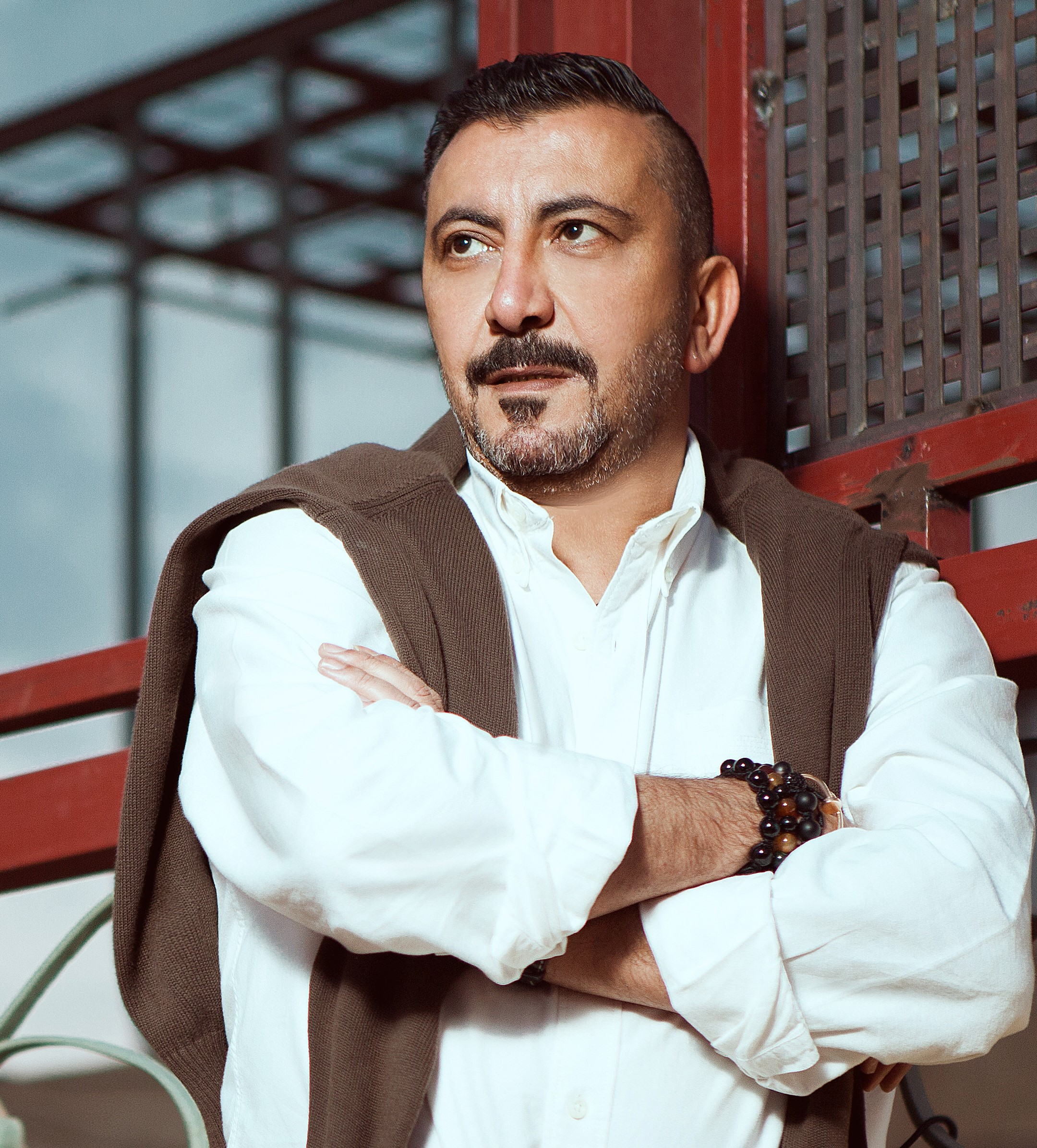
نصر محروس مالك شركة فري ميوزيك

نصر محروس منتج وملحن ومؤلف ومخرج مصري، وهو مالك شركة فري ميوزيك التي ساهمت في إنتاج عدة ألبومات غنائية ناجحة منذ فترة الثمانيات وحتى الآن، وأيضاً ساهم في اكتشاف العديد من المطربين المشهورين مثل: خالد عجاج وشيرين عبد الوهاب وتامر حسني وبهاء سلطان وغيرهم.
شارك أيضاً في تأليف العديد من الأغاني الناجحة والتي حققت رواج جماهيري.

## حياته
ولد نصر محروس في 7 يناير 1969 بالقاهرة، مصر
بدأ العمل في عالم الغناء والموسيقى في سن مبكر جداً عندما كان يساعد والده محروس عبد المسيح، وكان السيد محروس في الستينيات والسبعينيات أيضاً من كبار صُنَّاع الموسيقى في القاهرة وفي القرى المجاورة. وكان ينتج أعمالاً لكبار الفنانين مثل محمد رشدي، كارم محمود، محرم فؤاد ومحمد قنديل وكما عمل مع فنانات مثل نادية مصطفى وصابرين وغيرهم.
عمل نصر محروس في بداية الثمانينيات بتوزيع شرائط الكاسيت التي كان ينتجها والده، وكان معه شقيقه أمير محروس، كان الشقيقين يتنقلان من محافظة إلى أخرى ليقوما بالتوزيع في جميع أرجاء مصر.
و في أواخر الثمانينيات قرر نصر محروس إنشاء شركته الخاصة بعدما اكتشف احساسه العالي بالموسيقى وقدرته على صنعها من جميع نواحيها وفعلاً قام بإنشاء شركة فري ميوزيك.
و ابتدأ باكتشاف الأصوات والمواهب وكان أول من عمل معه هو المطرب أمين سامي.

## أشهر الفنانين الذي عمل معهم
و كان أولهم عازف الساكسفون سمير سرور والذي كان يعزف في الفرقة الماسية مع عبد الحليم حافظ.. وقد طرح له في الأسواق عدة ألبومات تحت عنوان «عاشق الساكس»..
و في التسعنيات بدأ بإطلاق مجموعة ألبومات تحت عنوان فري ميكس وابتدأها بألبوم فري ميكس 1 ثم فري ميكس 2 وتضمن هذين الألبوميين أغنيتين بصوت نصر محروس تحت اسم «هريدي» وقدمهم باللهجة الصعيدية البحتة.
و أعاد اكتشاف صوت خالد عجاج من خلال مجموعة ألبومات مثل «أصعب حب» و«وحشتني» و«ولا دمعة» وأخيراً ألبوم «وحداني» ومن الفيديو كليبات التي قام بإخراجها كانتا أغنيتي «تعالالي» و«وحداني» و«لاموني (لاموني ولاموا عليا)»
و بعدها بفترة ليست بعيدة أعاد نصر محروس الفنان محمد محي إلى عالم النجوم من خلال ألبوم «صورة ودمعه» و«قادر وتعملها» وقد قام بإخراج فيديو «ليه بيفكروني» و«قادر وتعملها»
قدم أيضاً محمد منير في أواخر التسعينيات في حلته القديمة ذاتها لكن بخيوط جديدة حاكها نصر محروس برؤية فنية متميزة وطرح له في الأسواق ألبوم «في عشق البنات» وألبوم «قلبي مساكن». وكان فيديو كليب «سو يا سومساكن» بمثابة انقلاب في عالم التصوير الغنائي..
و في نفس تلك الفترة كان قد اكتشف صوت الفنان بهاء سلطان وقد كان هو من أطلق عليه اسم سلطان، وقدمه للجمهور من خلال 4 ألبومات «ياللي ماشي»، «تلات دقايق»، «قوم أوقف» و«كان زمان» ولايزال بهاء سلطان ينتظر أن يفاجيء الجمهور بألبوم يقوم على تحضيره له نصر محروس.
في بداية عام 2002 فجر نصر محروس قنبلة أشهر صوتين على الساحة الفنية وهما شيرين عبد الوهاب وتامر حسني والذين لا يزالا يتربعان على عرش النجومية في الوطن العربي وطبعاً كان ذلك من خلال ألبوم فري ميكس 3 وأغنيتين من أروع ما يكون «آه يا ليل» و«حبيبي وإنت بعيد» وأشهر دويت لهما «لو كنت نسيت»
و قد أصدر نصر محروس لشيرين عبد الوهاب ألبومين نجحا نجاحاً منقطع النظير«جرح تاني» و«لازم أعيش» كانا كفيليين بوضعها في منافسة مع كبريات الفنانات مما جعل شركات الإنتاج الأخرى تنهال عليها بالعروض المغرية وقد قررت شيرين على أثر كل تلك العروض الانتقال إلى شركة إنتاج أخرى عام 2006.
أما تامر حسني فقد أصدر له نصر محروس 5 من أروع الألبومات التي أوصلت تامر إلى لقب نجم الجيل «حب»، «عينية بتحبك»، «الجنة في بيوتنا»، «بنت الإيه» وأخيراً «قرب كمان» الذي طًرح في الأسواق مصاحباً لفيلم «كابتن هيما» والذي كان أول تجربة لنصر محروس في الإنتاج والإخراج السينمائي.. وقد قرر تامر أيضاً الاستقلال والعمل بعيداً عن نصر محروس ووضع رؤيته الفنية التي نضجت وانتقل هو الآخر إلى شركة إنتاج أخرى في بداية 2009.
أما الفنانة سوما فقد قدمها نصر محروس ضمن ألبوم «فري ميكس 4» في دويتو مع بهاء سلطان وأغنية «اللي في عيني» وقد لاقت نجاحا منقطع النظير وأصدرت لها الشركة في 2006 ألبوم "عيب عليك"
و ضمن ألبوم «فري ميكس 4» قدم مجموعة أصوات ومن أهمهم الفنانة الجميلة دنيا سمير غانم من خلال أغنيتين «مش قادرة أصدق عينية» و«خلاص ارتحت»... أما دياب ذات الصوت الرجولي الرائع فقد كانت له أغنية «غمازات»
وتعاقد مع الفنان هيثم شاكر وأصدر له ألبوم «جديد عليا» ويقوم نصر محروس على العمل لتحضير ألبوم هيثم القادم.
و الجدير بالذكر أن نصر محروس لا يزال يتعاون مع والده في بعض الأعمال فقد عمل مع الراحل محمد رشدي وقام بتوزيعها نصر محروس كما أخرج منها أغنيتين على طريقة الفيديو كليب «دامت لمين» و«قطر الحياة»
و أيضا المغنية الجديدة كاميليا والتي اكتشفها والده محروس عبد المسيح وأصدر أول ألبوماتها «ما كانش حب» وقد كان لها أغنية من كلمات نصر محروس «سيبتك»..

## مؤلفاته

### أفلام
- كابتن هيما - 25 يونيو 2008

قصة وإخراج: نصر محروس، بطولة: تامر حسني، زينة، ميار الغيطي وأحمد راتب وأحمد زاهر

## أغاني من تأليفه
| - العوو - ألبوم العوو 2010 - ياناكر جمايلي - ألبوم العوو 2010 - غمازات - ألبوم العوو 2010 - ياناسيني - ألبوم العوو 2010 - الله يعوض - ألبوم العوو 2010 - فاكرني إيه - ألبوم حبيت 2009 - زي ماتحب - ألبوم عايش حياته 2009 - قلبي اللى حبك - ألبوم قرب كمان 2008 - روح قلبي - ألبوم قرب كمان 2008 - جوه حضنك - ألبوم جديد عليا 2007 - جرح الناس - ألبوم جديد عليا 2007 - كل سنة وانت طيب -ألبوم يا بنت الإيه 2007 - سيبتك - ألبوم ما كانش حب 2007 - الواد قلبه بيوجعوا - ألبوم كان زمان 2006 - اه لو اشوفك -ألبوم كان زمان 2006 - خليك فاكر - ألبوم كان زمان 2006 - عينيه بتحبك- ألبوم عينيه بتحبك 2006 - كان زمان - ألبوم كان زمان 2006 - لون عينيك - ألبوم عيب عليك 2006 - هاتروح - ألبوم عيب عليك 2006 - وبناقصجياتي معاك - ألبوم كان زمان 2006 - إللي جارحني - ألبوم لازم أعيش 2005 | - اللى في عينه -ألبوم فرى مكس (4) 2005 - أنت آخر واحد - ألبوم لازم أعيش 2005 - بلاش تقوللى - ألبوم فرى مكس (4) 2005 - خلاص ارتحت - ألبوم فرى مكس (4) 2005 - عين وننى- ألبوم لازم أعيش 2005 - غمازات - ألبوم فرى مكس (4) 2005 - قلبى يا ربى - ألبوم فرى مكس (4) 2005 - لأ يا قلبي - ألبوم قربني ليك 2005 - لازم اعيش - ألبوم لازم أعيش 2005 - مش قادرة أصدق - ألبوم فرى مكس (4) 2005 - وبناقص حياتى معاك - ألبوم لازم أعيش 2005 - إنت حياتى - ألبوم حب 2004 - إنسى - ألبوم قوم أقف 2004 - أوصفلك - ألبوم حب 2004 - حب - ألبوم حب 2004 - لسة بحبك - ألبوم حب 2004 - بتوحشني - ألبوم جرح تاني 2003 - جرح تاني - ألبوم جرح تاني 2003 - إحنا ايه - ألبوم حقيقة واحدة 2002 - تعالى ودعنى - ألبوم حقيقة واحدة 2002 - سيبني - ألبوم فري مكس (3) 2002 - هنت عليك - ألبوم حقيقة واحدة 2002 |

## إخراج الفيديو كليب
| - الحب الحقيقي- محمد فؤاد - تعالالي- خالد عجاج - وحداني- خالد عجاج - لاموني- خالد عجاج - ليه يا دنيا- خالد عجاج ومحمد منير - ليه بيفكروني- محمد محي - أنا بعشق البحر- محمد منير - سو يا سو- محمد منير - يا ترى- بهاء سلطان - آه يا ليل- شيرين - حبيبي وانت بعيد - تامر حسني - حب بابا- هاريدي - بابا فين - فري بيبي - متشكرين - حسن الأسمر - قادر وتعملها - محمد محي | - قرب حبيبي - تامر حسني - صبري قليل- شيرين - جرح تاني- شيرين - حضن الغريب - تامر حسني - دامت لمين- محمد رشدي - قوم اوقف وانت بتكلمني - بهاء سلطان - ما بتفرحش- شيرين - يعني اللي في عيني في عينيك- بهاء سلطان وسوما - قطر الحياة- محمد رشدي - لازم أعيش- شيرين - مفيش مرة - شيرين - عنية بتحبك - تامر حسني - هتروح ما تروح- سوما - كان زمان- بهاء سلطان - الواد قلبو بيوجعو- بهاء سلطان - هي دي - تامر حسني - غمازات - دياب - العوو - دياب |

## الألبومات التي أصدرتها شركة فري ميوزيك
1. أمين سامي - دلوعة
2. أمين سامي - امشي
3. أمين سامي - إزاي
4. سمير سرور - عاشق الساكس 1
5. سمير سرور - عاشق الساكس 2
6. سمير سرور - عاشق الساكس 3
7. سمير سرور - عاشق الساكس 4
8. سمير سرور - عاشق الساكس 5
9. حسن الأسمر - بابا يا بابا 2002
10. فري ميكس 1 1998
11. فري ميكس 2 2000
12. فري ميكس 3 2002
13. فري ميكس 4 2005
14. فري ميكس 5 2019
15. فري بيبي 2002
16. محمد فؤاد – كاماننا
17. محمد فؤاد – حيران
18. محمد فؤاد – الحب الحقيقي
19. خالد عجاج – أصعب حب
20. خالد عجاج – وحشتني
21. خالد عجاج – ولا دمعة
22. خالد عجاج – وحداني
23. محمد منير – في عشق البنات
24. محمد منير – قلبي مساكن شعبية
25. محمد محي – صورة ودمعة
26. محمد محي – قادر وتعملها 2003
27. بهاء سلطان - ياللي ماشي 1999
28. بهاء سلطان – تلات دقائق 2000
29. بهاء سلطان – قوم أوقف 2003
30. بهاء سلطان – كان زمان 2006
31. شيرين – جرح تاني 2003
32. شيرين – لازم أعيش 2005
33. تامر حسني – حب 2004
34. تامر حسني – عنيا بتحبك 2005
35. تامر حسني– الجنة في بيوتنا 2007
36. سوما – عيب عليك 2006
37. تامر حسني – يا بنت الإيه 2007
38. تامر حسني – قرب كمان 2008
39. هيثم شاكر– جديد عليا 2008
40. دياب - العو 2009
41. تامر حسني - بحبك إنت 2013
42. بهاء سلطان - سيجارة 2022